# Семиозёрный
Семиозёрный — железнодорожная станция (населённый пункт) в Могочинском районе Забайкальского края России. Административный центр сельского поселения «Семиозёрнинское».

## География
Посёлок находится в восточной части района, на правом берегу реки Амазар, на расстоянии примерно 37 километров (по прямой) к востоку от города Могоча. Абсолютная высота — 566 метров над уровнем моря.
Климат
Климат характеризуется как резко континентальный, с морозной продолжительной зимой и коротким относительно тёплым летом. Средняя температура самого тёплого месяца (июля) составляет 14 — 18 °С (абсолютный максимум — 37 °С). Средняя температура самого холодного месяца (января) — −28 — −32 °С (абсолютный минимум — −53 °С). Годовое количество осадков — 400—600 мм.

## История
Основан в 1909 году как разъезд № 16 в ходе строительства Западно-Амурской железной дороги. В 1973 году был создан Семиозёрный леспромхоз.

## Население
| 1989 | 2002 | 2010  | 2021 |
| ---- | ---- | ----- | ---- |
| 40   | ↗969 | ↗1010 | ↘909 |

Половой состав
По данным Всероссийской переписи населения 2010 года в гендерной структуре населения мужчины составляли 48,6 %, женщины — соответственно 51,4 %.
Национальный состав
Согласно результатам переписи 2002 года, в национальной структуре населения русские составляли 99 % из 969 чел.

## Инфраструктура
В населённом пункте функционируют средняя общеобразовательная школа, дом культуры и фельдшерско-акушерский пункт. При школе действует музей истории посёлка и станции.

## Улицы
Уличная сеть посёлка состоит из шестнадцати улиц.